# Theo en Thea en de ontmaskering van het tenenkaasimperium
Theo en Thea en de ontmaskering van het Tenenkaasimperium is een Nederlandse speelfilm uit 1989, rondom de personages Theo en Thea.
Laurens Geels vroeg in 1987 aan Ederveen en Niterink een script te schrijven voor een speelfilm over Theo en Thea van anderhalf uur. Geels vond het echter te ingewikkeld en niet verfilmbaar. Kees Kasander dacht daar echter anders over en produceerde de film.
De film kostte uiteindelijk 1,4 miljoen gulden (635 duizend euro). Er gingen in 1989 en 1990 ruim 340.000 bezoekers naar de film.

## Verhaal
Theo en Thea willen het sprookje Sneeuwwitje verfilmen. De opnamen zullen plaatsvinden in een museum, maar voordat het zo ver is, moeten ze nog wel een aantal problemen oplossen. Zo ontstaat er onenigheid met de personeelsleden van het museum, maar die wordt opgelost als zij in de film mogen meespelen. Bovendien zegt Gerard Joling af, die de rol van knappe prins zou spelen.
Dan is er het idee om Marco Bakker voor deze rol te strikken, maar die voelt er in eerste instantie ook niets voor. Theo en Thea besluiten zich voor te doen als vrouwelijke producenten. Bij een optreden in Jazzcafé De Koperen Koekepanfluit, waar Theo en Thea zich voordoen als De Electronica's, valt Marco Bakker voor de charmes van Theo. 
Na een screentest aan de Van Boetzelaarstraat 17, waarvan de bewoners door Theo en Thea onder valse voorwendsels richting de televisiestudio in Aalsmeer zijn gestuurd, krijgt en neemt Marco Bakker de rol.
Omdat Bakker een televisie-opname heeft in Wenen als de opnamen van de film zullen plaatsvinden, neemt hij de hele filmploeg mee naar Oostenrijk. Daar onthult Theo hem zijn ware identiteit. Marco zoekt troost bij zijn vriendin Brigitta Berger (Adèle Bloemendaal), die een kasteel bewoont. Brigitta heeft tegen de liefde gekozen en voor geld en macht. Via een bepaalde kaassoort, die zij ontwikkelt met behulp van Marco Bakker, een koor van operettezangeressen en haar eigen teennagels, doet zij zelfs een greep naar de wereldmacht.
Thea en Theo weten er een stokje voor te steken. Op een conventie in Genève waar Berger haar toverkaas aan wereldleiders uitdeelt, schieten ze een stuk kaas in haar keelgat. Nu ze in hun macht is, wensen Theo en Thea dat ze een goed mens wordt. Als beloning mag het duo thee drinken bij de koningin, die bij de gelegenheid verzucht: "Ik wou dat ik zulke kinderen had".

## Rolverdeling
| Acteur            | Personage                              |
| ----------------- | -------------------------------------- |
| Arjan Ederveen    | Theo/koning/Prof.Zuurbeckje/Bea Hofman |
| Tosca Niterink    | Thea/koningin/Ans Aarsema              |
| Marco Bakker      | Marco Bakker, de knappe prins          |
| Adèle Bloemendaal | Brigitta Berber, heks                  |
| Leny Breederveld  | Magda, suppoost                        |
| Beppie Melissen   | Ingrid, suppoost                       |
| Cecile Heuer      | Mevrouw De Vries, suppoost             |
| Olga Zuiderhoek   | Edith, zus van Magda                   |
| Kees Prins        | André, man van Edith                   |
| René Groothof     | Fritz, lijfwacht Brigitta Berber       |
| Mike Meijer       | Franz, lijfwacht Brigitta Berber       |
| Germaine Compier  | Titiana Venduta, zangeres              |
| Anita Heins       | Fiona de Frima, zangeres               |
| Henry Guns        | Domme Blonde, schoonmaker              |
| Jannie Baay       | Koningin Beatrix                       |